# Muro Club de Futbol
El Muro Club de Futbol és un equip de futbol valencià, de la localitat de Muro d'Alcoi (El Comtat).
Actualment juga a Tercera Divisió Espanyola, després d'ascendir la temporada 2010-11 des de la Regional Preferent valenciana.

## Història
El Muro és un equip de futbol amateur que ha jugat sempre a categories regionals. Va ser a partir d'una bona temporada 2010-2011 en la Regional Preferent Valenciana que el Muro va poder jugar la promoció d'ascens a Tercera Divisió, aconseguint l'ascens contra el CD Acero de Sagunt. La temporada 2010-11 l'equip filial també va aconseguir un ascens, a Primera Regional. Estos ascensos van fer que el Muro CF fóra elegit com a millor entitat esportiva de la localitat a la novena Gal·la de l'esport de Muro, on l'exjugador Juan Oltra Senabre va rebre una menció d'honor.
El 20 d'agost de 2011 el Muro CF va jugar el seu primer partit en Tercera Divisió, fent una bona temporada en el seu debut en la categoria, mantenint-se en les primeres posicions de la classificació i amb possibilitats de jugar l'ascens a Segona Divisió B en la seua primera temporada a una categoria no-regional.
Finalment, a l'última jornada de la temporada, el 13 de maig de 2012, s'enfrontà al camp de La Llometa contra el CD Acero, un rival directe per l'ascens, a qui guanyà per 4-1. El Muro acabà la temporada en tercera posició i es classificà per a la promoció d'ascens a Segona Divisió B.
La primera eliminatòria de la promoció d'ascens el va enfrontar al CD Puerta Bonita, del barri madrileny de Carabanchel. El primer partit, jugat a Carabanchel, va acabar amb un empat a 1, que sumat a la victòria murera per 2-1 en el partit de tornada van permetre que el Muro CF passara a la segona fase de la promoció d'ascens.
El rival del Muro a la segona eliminatòria de la promoció d'ascens va ser el Yeclano CF, equip que golejaria per 0-4 en el primer partit, jugat a la Llometa. i tornaria a guanyar per 3-0 en el partit disputat a Múrcia. Finalment, el Yeclano acabaria ascendint a Segona B.

## Uniforme
- Uniforme titular: Samarreta blanca amb franja horitzontal negra, pantalons negres i calces negres.
- Uniforme alternatiu: Samarreta groga amb franja horitzontal blava, pantalons grocs i calces grogues.

## Temporada a temporada

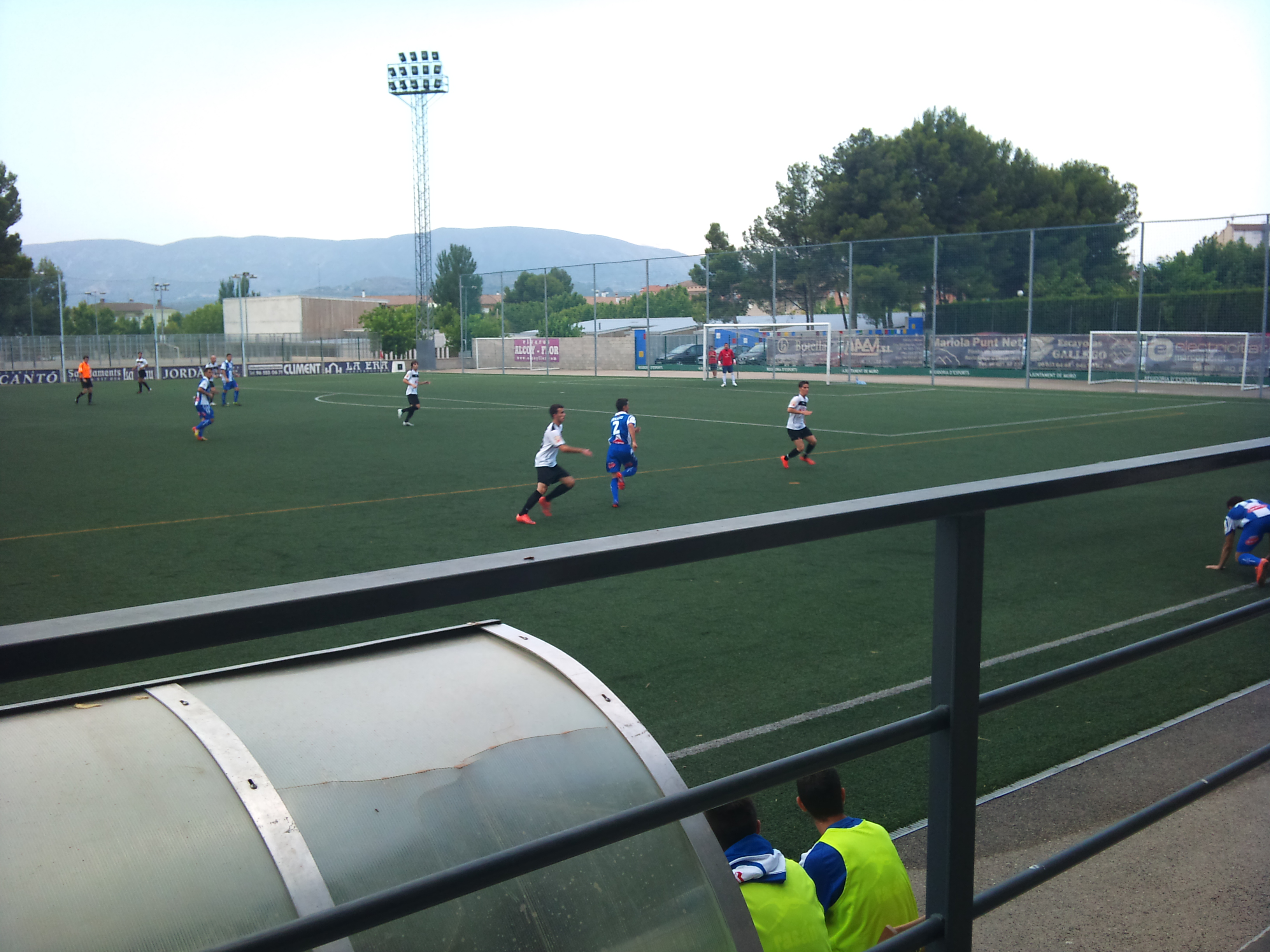
Imatge del partit amistós que van jugar el Muro CF i el CE Alcoià en juliol de 2012 en la Llometa.

| Temporada | Nivell  | Divisió    | Posició |
| --------- | ------- | ---------- | ------- |
| 1930–00   | Amateur | Regionals  | —       |
| 2000/01   | 6       | 1 Reg.     | —       |
| 2001/02   | 6       | 1 Reg.     | 1r      |
| 2002/03   | 5       | Reg. Pref. | 16è     |
| 2003/04   | 6       | 1 Reg.     | 7è      |
| 2004/05   | 6       | 1 Reg.     | 1r      |
| 2005/06   | 5       | Reg. Pref. | 18è     |
| 2006/07   | 6       | 1 Reg.     | 2n      |
| 2007/08   | 5       | Reg. Pref. | 13è     |
| 2008/09   | 5       | Reg. Pref. | 3r      |
| 2009/10   | 5       | Reg. Pref. | 3r      |
| 2010/11   | 5       | Reg. Pref. | 2n      |
| 2011/12   | 4       | 3a         | 3r      |
| 2012/13   | 4       | 3a         | 6è      |